# Ménito Ramos
Ménito Ramos, nome artístico de Arménio dos Santos Monteiro Ramos (Luxemburgo,  4 de março de 1974) é um cantor, interprete, produtor e compositor português, colaborou com uma série de outros artistas do panorama musical nacional tais como Rita Guerra, Monica Sintra, Melão, Mickael Carreira entre outros.
Faz também genéricos para vários programas da televisão portuguesa.
Como  "TIAGO" fez parte da dupla romântica TIAGO & DANIEL que durou 3 anos. O disco de estreia foi gravado no Brasil com produção da banda brasileira Roupa Nova.
O seu álbum de estreia a solo "Finalmente" lançado em 2004 inclui duetos com Beto e Sonia Costa.
Em 2007 lança o álbum Ménito Ramos ao vivo e em 2008 o grande baladas com dois temas inéditos " no amor é tudo ou nada" e "quanto mais te odeio, mais te quero".
Em 2010 lançou um album com o Beto " cumplicidade a duas vozes" 
Em 2012 foi um dos compositores convidados para o Festival RTP da Canção.
Os seus temas tornaram-se conhecidos ainda antes dele, através das telenovelas de horário nobre, e não tardou até que o nome Ménito Ramos fosse sinónimo de grandes canções.
Depois de mais de quatro anos sem gravar e mais de sete sem lançar um disco de inéditos, Ménito Ramos lança "Tudo tem um tempo", o seu disco mais pessoal até à data.
"Põe-me à prova" sincronizado na banda-sonora da telenovela da TVI "O Beijo do Escorpião" e "Tudo tem um tempo", foi escrito por Mauro Ramos, músico brilhante e seu irmão.
O disco conta ainda com a participação especial de Rita Guerra, num dueto surpreendente no tema "Não me julgues"